# Huanne-Montmartin
Huanne-Montmartin är en kommun i departementet Doubs i regionen Bourgogne-Franche-Comté i östra Frankrike. Kommunen ligger i kantonen Rougemont som tillhör arrondissementet Besançon. År 2022 hade Huanne-Montmartin 105 invånare.

## Befolkningsutveckling
Antalet invånare i kommunen Huanne-Montmartin
Referens:INSEE